# Bangsamoro
Bangsamoro é um região de  na grupo de ilhas Filipinas, nas Filipinas. De acordo com o censo de 1 de maio  de  2020 possui uma população de 4 944 800 pessoas e 832 908 domicílios.
Região Autônoma de Bangsamoro é uma entidade política para os muçulmanos do sul das Filipinas. A proposta de região autônoma dentro das Filipinas fez parte do Acordo sobre Bangsamoro, um acordo de paz preliminar assinado entre a Frente Moro de Libertação Islâmica e o governo filipino.
A nova entidade tem a intenção de substituir a Região Autónoma do Mindanau Muçulmano, que o presidente Benigno Aquino III descreveu como uma "experiência fracassada". Esta nova entidade política visa encerrar o processo de paz de quinze anos entre o governo filipino e o povo Moro no Mindanao. 